# Tranvía Metropolitano de Dos Hermanas
El Metrobús de Dos Hermanas es un sistema de transporte público que consta de 11 paradas, discurriendo en superficie en su totalidad. La línea, que opera con autobuses con carriles exclusivos, comienza en la última estación de la Línea 1 del Metro de Sevilla: Olivar de Quintos, en Montequinto. Desde allí, atraviesa diferentes barrios del municipio (tales como el distrito de Entrenúcleos y la Avenida 4 de diciembre) hasta llegar a Las Torres. Su frecuencia de paso es de 15 minutos durante todo el día.
Esta línea comenzó su funcionamiento el 8 de febrero de 2020. Durante los primeros meses y hasta el 30 de abril de 2020, los viajes fueron gratuitos. Posteriormente, desde el 1 de enero de 2023 y, al menos, hasta el 31 de diciembre de 2025, el servicio es gratuito usando la Tarjeta del Consorcio de Transportes Metropolitano.
Todas las paradas, están preparas para poder ser reconvertidas en paradas adecuadas para servicios de tranvía, por lo que se espera que en un futuro se pueda llevar el tranvía desde Olivar de Quintos hasta Dos Hermanas. También se espera una parada en la futura estación de la línea 1 de Cercanías Sevilla en Casilla de los Pinos, que será licitada a lo largo de 2025.

## Horarios
Los horarios habituales del Metrobús de Dos Hermanas son los siguientes:
| Horario habitual                                 | Horario habitual | Horario habitual |
| Días de la semana                                | Apertura         | Cierre           |
| ------------------------------------------------ | ---------------- | ---------------- |
| De lunes a jueves                                | 6:30 h           | 23:45 h          |
| Viernes y vísperas de festivos                   | 7:00 h           | 2:45 h           |
| Fines de semana y festivos                       | 8:00 h           | 23:45 h          |
| Horario de salida desde la parada de Las Torres. |                  |                  |